# NGC 6929
NGC 6929 је лентикуларна галаксија у сазвежђу Орао која се налази на NGC листи објеката дубоког неба.
Деклинација објекта је - 2° 2' 12" а ректасцензија 20h 33m 21,6s. Привидна величина (магнитуда) објекта NGC 6929 износи 13,6 а фотографска магнитуда 14,5. NGC 6929 је још познат и под ознакама MCG 0-52-35, CGCG 373-35, NPM1G -02.0441, PGC 64949.